# 국제 킬로그램 원기

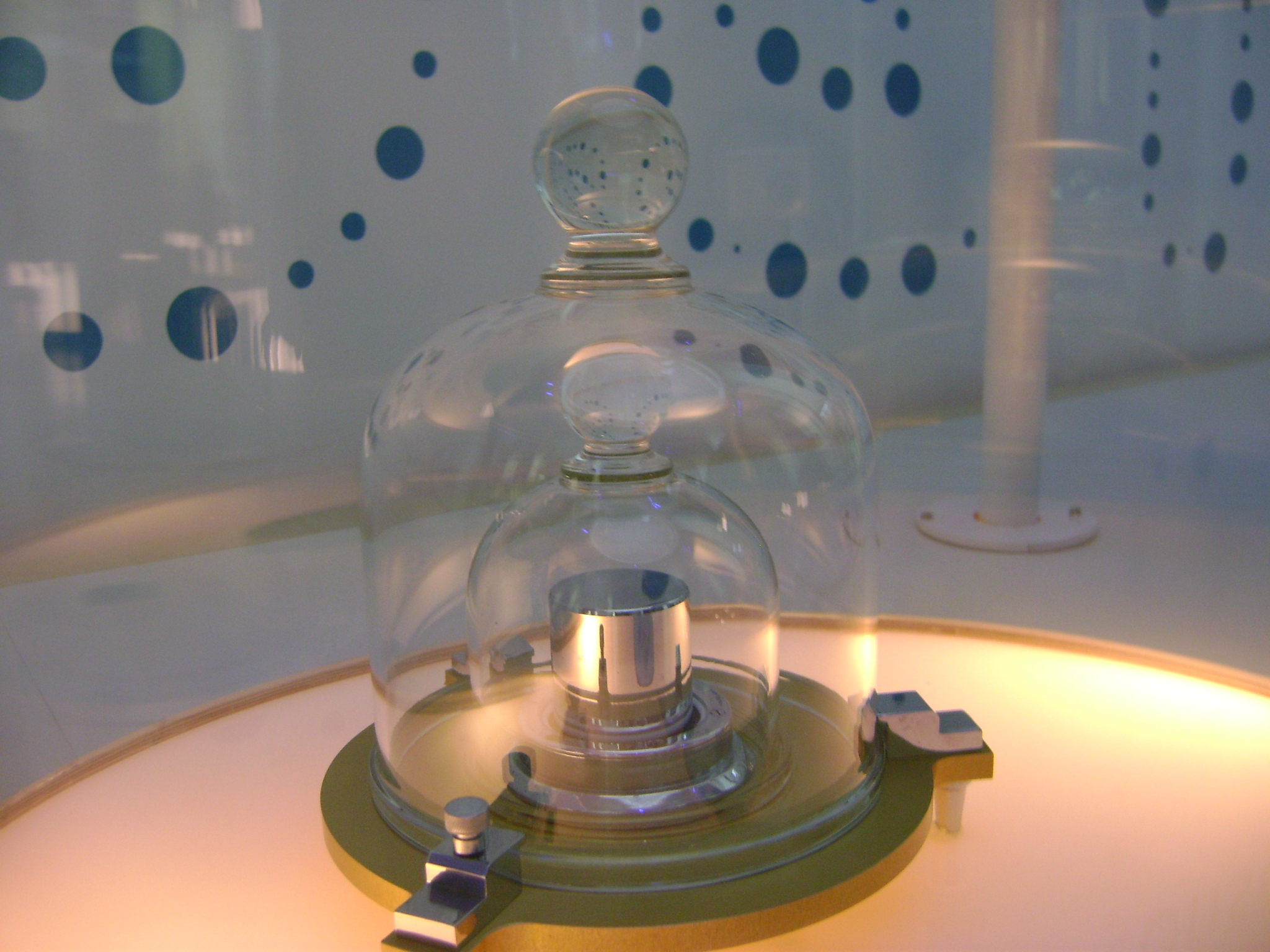
킬로그램 원기

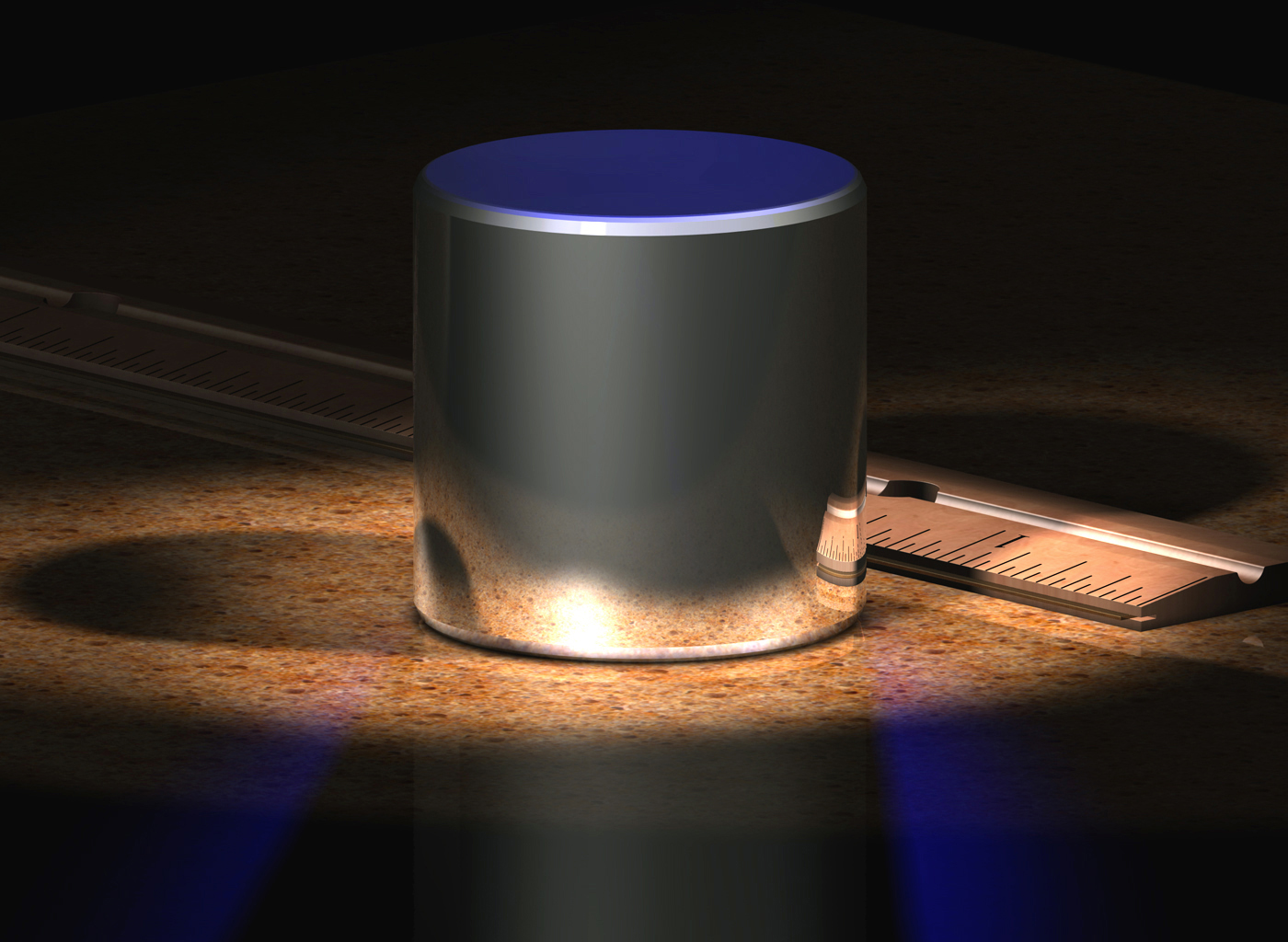
국제 킬로그램 원기의 컴퓨터 생성 이미지.

국제 킬로그램 원기(國際kilogram原器, 영어:  International Prototype of the Kilogram, 프랑스어: Prototype international du kilogramme)는 미터 협약에서 질량의 단위인 킬로그램을 정의하기 위해 만든 원통 모양의 분동이다.  백금 90%와 이리듐 10%의 합금(질량 기준)으로 만들어져 있다. 지름과 높이는 39.17 밀리미터이다.  킬로그램 원기 원본과 6개의 복사본은 국제 도량형국에 보관되어 있으며,  공식 복제본이 여러 나라의 표준 연구소에 있다. 대한민국의 한국표준과학연구원에는 39번, 72번, 84번 원기가 있으며, 72번 원기가 국가 표준으로 사용되고 있다.